# Iridopsis muscinaria
Iridopsis muscinaria là một loài bướm đêm trong họ Geometridae.